# Hlíðarendi
Hlíðarendi (Hlídharendi) es un núcleo urbano emplazado en Fljótshlíð, en Rangárvallasýsla, Islandia. Durante siglos fue sede y residencia del sýslumaður (sheriff) del distrito. Hasta 1802 tuvo una parroquia propia hasta que fue transferida a Teigi y el municipio no volvió a tener iglesia hasta 1896, construida en honor del obispo Torlak de Islandia que nació en Hlíðarendi hacia 1133.

## Historia
Hlíðarendi es sobre todo famoso porque fue la hacienda de uno de los personajes principales de la saga de Njál, Gunnar Hámundarson y su clan familiar. Otros ilustres residentes fueron Gísli Magnússon (Vísi-Gísli) en el siglo XVII y el poeta Bjarni Thorarensen.